# Dry As a Bone/Rehab Doll
Dry As a Bone/Rehab Doll — сборник американской гранж-группы Green River, выпущенный 13 сентября 1990 года на лейбле Sub Pop.

## Список композиций
Все песни написаны Джефом Аментом, Марком Армом, Брюсом Фейрвезером, Стоуном Госсардом и Алексом Винсентом, если не указано другое.
Записаны для мини-альбома Dry As a Bone:
1. "This Town" – 3:23
2. "P.C.C." – 3:44
3. "Ozzie" (Амент, Фейрвезер, Госсард, Винсент, Джеф Магнер, Пэт Стратфорд, Майк Форп, Лайон Вонг) – 3:11
4. "Unwind" – 4:42
5. "Baby Takes" – 4:24
6. "Searchin'" – 3:48

Записана в марте 1985 года
1. "Ain't Nothing to Do" (Стив Баторс, Чита Хром) – 2:38

Записаны для мини-альбома Rehab Doll:
1. "Queen Bitch" (Дэвид Боуи) – 2:58
2. "Forever Means" – 4:20
3. "Rehab Doll" (Arm, Paul Solger) – 3:23
4. "Swallow My Pride" (Арм, Стив Тёрнер) – 2:59
5. "Together We'll Never" – 4:01
6. "Smilin' and Dyin'" – 3:23
7. "Porkfist" – 3:13
8. "Take a Dive" – 3:28
9. "One More Stitch" – 3:53

## Принимали участие в записи
- Джеф Амент — бас-гитара
- Марк Арм — вокал
- Брюс Фейрвезер — гитара
- Стоун Госсард — гитара
- Алекс Винсент — барабаны